# Isla Adelaida

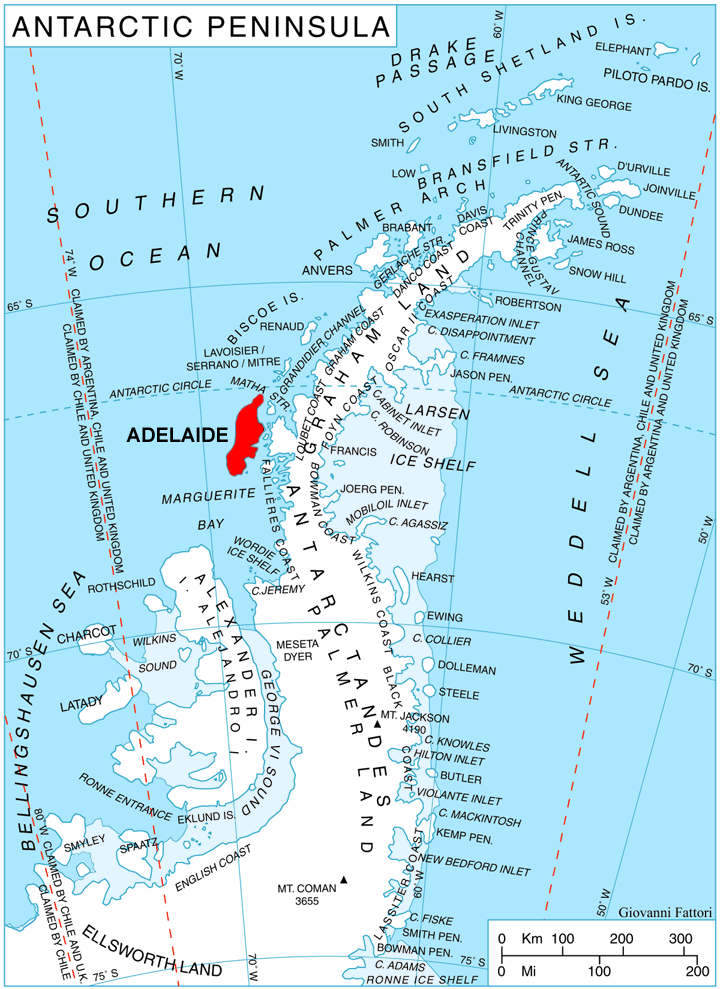
Ubicación respecto a la península Antártica.

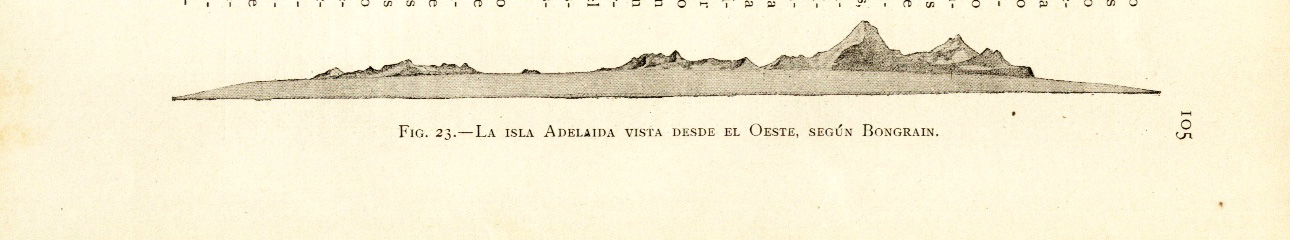
La isla Adelaida vista desde el Oeste. Juan Charcot. "El "Pourquoi-Pas?" en el Antártico". Madrid 1921.

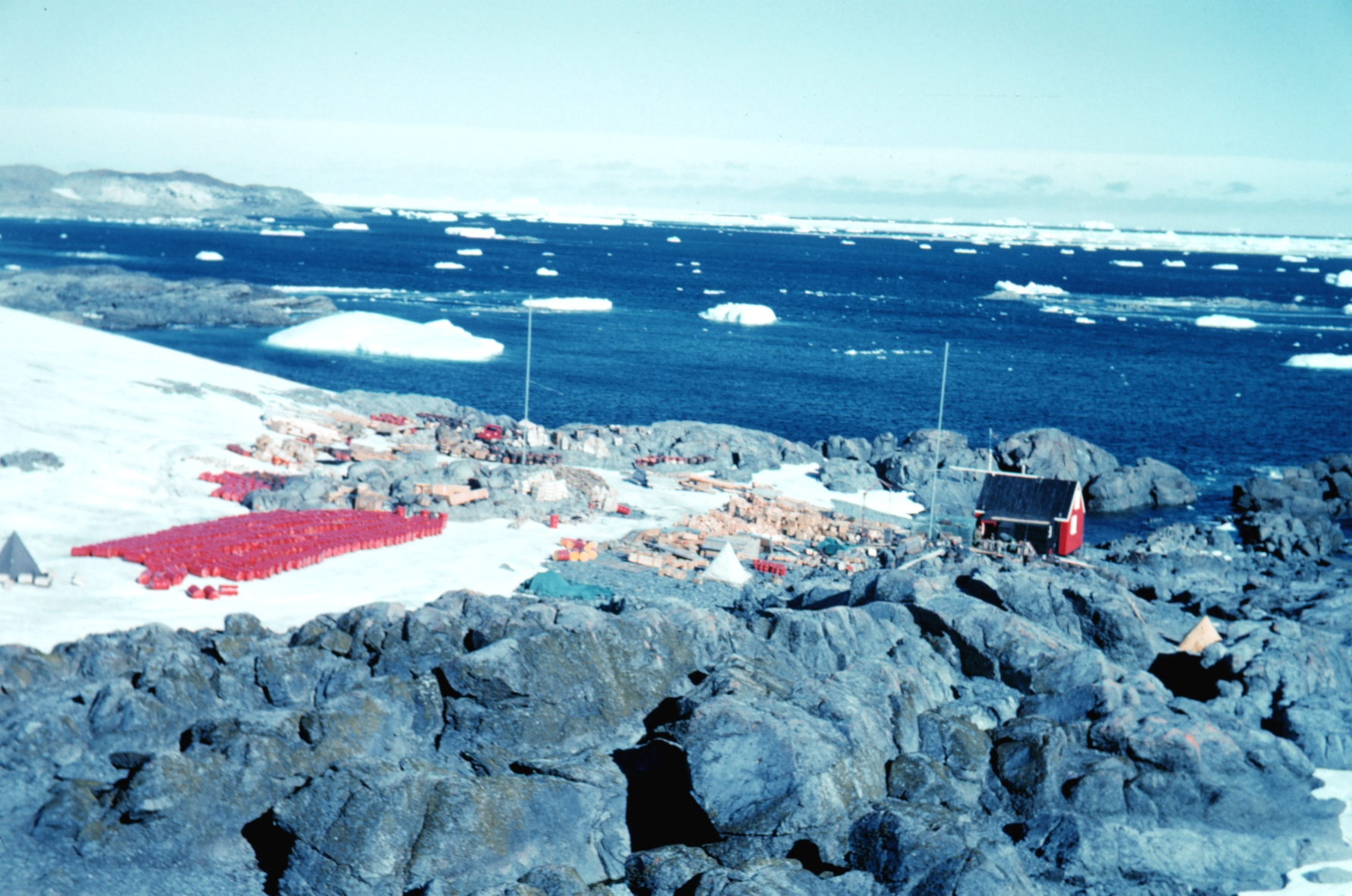
Base T, Isla Adelaida (británica) febrero 1962.

La isla Adelaida (denominada isla Belgrano de manera oficial por la Argentina) es una isla de la Antártida de considerable tamaño, unos 75 km de largo por 32 km de ancho, 4 463 km². Se halla ubicada en el océano Glacial Antártico, al oeste de la península Antártica y muy próxima a ella, específicamente frente a la península Arrowsmith, casi inmediatamente al sur del círculo polar antártico y al norte de la bahía Margarita.
Alcanza una altitud máxima de 2317 m, y tiene una línea de costa de 369 km. Está casi completamente cubierta de hielo permanente. Su extremo suroccidental es el cabo Adriasola.

## Historia
Se presume que fue descubierta en febrero de 1832 por una expedición británica cazadora de focas al mando de John Biscoe, y bautizada por él en honor a la reina Adelaida de Inglaterra. El primer reconocimiento de la isla lo efectuó la expedición antártica francesa de 1908-1910 al mando de Jean-Baptiste Charcot, quien conservó el nombre Adelaida.

### Bases y Refugios
- Chile: Base Carvajal: Ubicada en el extremo sur de la isla. Ex base británica T, inaugurada el 3 de febrero de 1961, cedida a Chile el 14 de agosto de 1984. Cuenta con una población de 10 personas durante el verano.[2]
- Reino Unido: Base Rothera: Ubicada en el sur oriente de la isla. Inaugurada el 25 de octubre de 1975. Mayor centro poblado de la isla, contando con 22 personas en invierno, 130 en verano.
- Argentina: Refugio Paso de los Andes (Desactivado): Inaugurado por el Ejército Argentino el 9 de octubre de 1957 en los islotes Henkes, ubicados en el extremo sur de la isla Adelaida. Depende de la Base San Martín.

## Reclamaciones territoriales
Argentina incluye a la isla en el departamento Antártida Argentina dentro de la provincia de Tierra del Fuego, Antártida e Islas del Atlántico Sur; para Chile forma parte de la Comuna Antártica de la provincia Antártica Chilena dentro de la Región de Magallanes y de la Antártica Chilena; y también para el Reino Unido integra el Territorio Antártico Británico. Las tres reclamaciones están sujetas a las disposiciones del Tratado Antártico.
Nomenclatura de los países reclamantes: 
- Argentina: isla Belgrano
- Chile: isla Adelaida
- Reino Unido: Adelaide Island